# Enigma (film 1988)
Enigma è un film del 1988 diretto da Alberto Chiantaretto, Marco di Castri, Daniele Pianciola e Jean Rouch.

## Trama
Un misterioso personaggio incarica un falsario di dipingere il quadro che Giorgio de Chirico durante il suo soggiorno a Torino nel 1911 non riuscì a realizzare. L'atmosfera del film vuole ricreare le suggestioni dell'arte metafisica di De Chirico insistendo sull'aspetto architettonico della città e sul pensiero di Friedrich Nietzsche che risiedette in questa città quando fu colto dalla pazzia.